# Лондонский протокол (1852)
Лондонский протокол (нем. Das Londoner Protokoll) — международный договор, заключённый 8 мая 1852 года между великими европейскими державами: Британской империей, Второй Французской республикой, Российской империей, Королевством Пруссия и Австрийской империей и скандинавскими державами: Королевством Швеция и Королевством Дания. Он регулировал статус всего датского государства.

## Предыстория
Три герцогства Шлезвиг, Гольштейн и Лауэнбург управлялись по личной унии датским королем до 1864 года, при этом Гольштейн и Лауэнбург были государствами-членами Германского союза (а до 1806 — территорией Священной Римской империи), а Шлезвиг — территорией Королевства Дания. Первая шлезвиг-гольштейнская война велась с 1848 по 1851 год. Одной воюющей стороной была Дания, другой — немецкое национально-либеральное движение в герцогстве Шлезвиг и герцогстве Гольштейн, официально объединёнными в Шлезвиг-Гольштейн в период с 1848 по 1851 год, но не признанном многими государствами, в союзе с большинством государств Германского союза.
Последнее сражение войны произошло в октябре 1850 года: шлезвиг-гольштейнцы предприняли последнюю атаку на Фридрихштадт и попытались взять город. Атака обернулась для них неудачей. В конце концов Шлезвиг остался под контролем Дании и находился под управлением чрезвычайного правительственного уполномоченного. Гольштейн был усмирен прусскими и австрийскими союзными войсками, шлезвиг-гольштейнская армия была расформирована 1 апреля 1851 года. Многие официальные лица и офицеры правительства Шлезвиг-Гольштейна и военных покинули страну, некоторые эмигрировали в Соединенные Штаты или Австралию.
После ратификации первого протокола 2 августа 1850 года Австрией и Пруссией, второй, фактический Лондонский протокол, был заключен 8 мая 1852 года.

## Содержание
В Лондонском протоколе была зафиксирована целостность датского государства как «европейская необходимость и постоянный принцип». Согласно этому, три герцогства Шлезвиг (как датское королевское владение), а также Гольштейн и Лауэнбург (как государства-члены Германского союза) связывались личной унией под началом датского короля. С этой целью система наследования в герцогствах была изменена, поскольку Фредерик VII Датский остался бездетным. В то время как в Дании также существовало право наследования по женской линии, только наследование по мужской линии ранее действовало в немецких герцогствах Гольштейн и Лауэнбург. Также было заявлено, что герцогства должны оставаться независимыми единицами и что Шлезвиг не должен быть более тесно связан с Данией по конституционному праву, чем Гольштейн. Кроме того, было принято постановление о наследовании, чтобы предотвратить династический союз трех скандинавских королевств. Прежде всего великие державы хотели обеспечить, чтобы балтийский порт Киль не попал в руки Пруссии и чтобы Дания получила гарантии на свои территории.

## Последствия
Этот договор позже вызвал союзную экзекуцию 1863 года и германо-датскую войну 1864 года: во-первых, Франкфуртское собрание приостановило действие всей единой союзной конституции для немецкого герцогства Гольштейн в 1858 году. Осенью 1863 года Дания приняла ноябрьскую конституцию, которая связывала Шлезвиг с Данией сильнее, чем с Гольштейном. Это, в свою очередь, привело к объявлению союзной экзекуции против герцогств Гольштейн и Лауэнбург Франкфуртским собранием 1 октября 1863 года. 23 декабря 1863 года вслед за оккупацией Гольштейна и Лауэнбурга союзными войсками Дания уже разместила войска на своей территории к северу от Айдера. 16 января 1864 года Пруссия и Австрия предъявили Дании 48-часовой ультиматум: отменить ноябрьскую конституцию и освободить Шлезвиг, на что Дания не отреагировала. 1 февраля 1864 года австрийские и прусские войска наконец пересекли Айдер, несмотря на критику со стороны Германского союза. Они провели штурм Дюббёля и за несколько месяцев заняли герцогство Шлезвиг и некоторые части южной Ютландии.